# Касай
Касай (яп. 加西市 Касай-си) — город в Японии, находящийся в префектуре Хиого. Площадь города составляет 150,95 км², население — 45 948 человек (1 августа 2014), плотность населения — 304,39 чел./км².

## Географическое положение
Город расположен на острове Хонсю в префектуре Хиого региона Кинки. С ним граничат города Химедзи, Какогава, Оно, Нисиваки, Като и посёлки Така, Итикава, Фукусаки.

## Население
Население города составляет 45 948 человек (1 августа 2014), а плотность — 304,39 чел./км². Изменение численности населения с 1980 по 2005 годы:
| 1980 | 51 051 чел. |  |
| 1985 | 52 107 чел. |  |
| 1990 | 51 784 чел. |  |
| 1995 | 51 706 чел. |  |
| 2000 | 51 104 чел. |  |
| 2005 | 49 396 чел. |  |

## Символика
Деревом города считается вечнозелёный дуб (англ.), цветком — шалфей сверкающий.